# Matthias Schraudolph
Matthias von Schraudolph, conosciuto anche come Fratel Lucas OSB (Oberstdorf, 24 febbraio 1812 o 1817 – Metten, 6 febbraio 1863), è stato un pittore tedesco di dipinti religiosi e benedettino dell'abbazia di Metten, vicino a Deggendorf.

## Biografia
Schraudolph, il cui nome era anche scritto "Mathias" , fu fratello e allievo dei più famosi pittori storici Johann von Schraudolph e Claudius Schraudolph il Vecchio, "Senza mai raggiungere i suoi maestri" . Quando entrò nell'abbazia benedettino di Metten, ricevette il nome di Lucas. Il suo lavoro comprende principalmente pale d'altare e altri dipinti religiosi per l'abbazia di Metten e per le chiese di campagna circostanti. In seguito al disprezzo generale per l'arte del XIX secolo, molte delle sue opere furono rimosse dalle chiese nella seconda metà del XX secolo.

## Opere (selezione)
- Pala d'altare per gli altari laterali della chiesa del monastero di Metten (sostituite da dipinti barocchi durante il restauro degli anni '60)
- Pala d'altare di San Nicola per la chiesa parrocchiale Edenstetten (oggi a sinistra nel presbiterio)
- Immagini sugli altari laterali nella chiesa parrocchiale di San Giovanni Battista a Treis (Treis-Karden); Immagine della Madre di Dio e immagine di Giovanni Battista.